# Batan
Batan (a volte Battan) è una municipalità di quarta classe delle Filippine, situata nella Provincia di Aklan, nella Regione del Visayas Occidentale.
Batan è formata da 20 baranggay:
- Ambolong
- Angas
- Bay-ang
- Caiyang
- Cabugao
- Camaligan
- Camanci
- Ipil
- Lalab
- Lupit
- Magpag-ong
- Magubahay
- Mambuquiao
- Man-up
- Mandong
- Napti
- Palay
- Poblacion
- Songcolan
- Tabon